# For the Future
«For the Future» es una canción del grupo musical de voces blancas Libera, lanzada como sencillo digital en 2019 en Japón.

## Composición
Se trata de la primera canción de Libera escrita y cantada enteramente en japonés. Japón es posiblemente el país en el que mayor éxito han tenido Prizeman y sus chicos, como demuestra el posicionamiento en listas japonesas de sus álbumes y canciones, que han llegado a alcanzar el número 1.
El popular productor de música japonés Seiji Kameda escribió, compuso y produjo este tema para Libera, como un himno a la vida de cada persona.